# Гражданско-военно сътрудничество
Гражданско-военното сътрудничество е метод на действие, при който военен командир се свързва с граждански организации, работещи в зона на конфликт.
Армията на Съединените щати поддържа отдел за граждански въпроси от Втората световна война. Част от функциите на този отдел са задачи по гражданско-военно сътрудничество, но той има много по-широка функция и различен фокус. В средата на 90-те години, главно в отговор на уроците от Босна и Херцеговина и Косово, повечето членове на НАТО започват да развиват свои собствени структури за гражданско-военно сътрудничество, което води до създаването на Център за върхови постижения в сферата на гражданско-военното сътрудничество в Хага през 2001 г. Германия поддържа собствен център.